# Aleksandr Makarenko
Aleksandr Aleksandrovič Makarenko (in russo Александр Александрович Макаренко?; Novosibirsk, 4 febbraio 1986) è un ex calciatore russo, di ruolo centrocampista.

## Carriera

### Club
Ha giocato nella massima serie russa.